# William Prynne
William Prynne (1600 – 24 octobre 1669) est un juriste, une figure politique, un auteur et un polémiste anglais. 
Il est un puritain, célèbre pour son opposition à la politique ecclésiale de l'Archevêque de Cantorbéry, William Laud. Bien que proche des presbytériens, il est connu dans les années 1640 comme un érastien, favorable à un contrôle total par l'État des affaires religieuses. Il est un écrivain prolifique, publiant plus de 200 livres et pamphlets.

## Enfance
Il naît à Swainswick, près de Bath, et fait ses études à l'école de Bath, puis à l'Oriel College de l'Université d'Oxford. Il reçoit son B.A. le 22 janvier 1621, est admis la même année à Lincoln's Inn, et s'inscrit au barreau en 1628,. Selon Anthony Wood, l'influence de John Preston, qui enseigne alors à Lincoln's Inn, confirme son militantisme puritain. En 1627, il publie son premier livre, un traité de théologie intitulé The Perpetuity of a Regenerate Man's Estate, suivi les trois années suivantes par trois autres ouvrages attaquant l'arminianisme et ceux qui l'enseignent. Dans la préface de l'un d'entre eux, il en appelle au Parlement pour que soit supprimé tous les écrits contraires à la doctrine calviniste, et que le clergé soit forcé d'adhérer à la conclusion du synode de Dordrecht. Au même moment, Prynne prend en main la tâche de réformer les mœurs de l'époque, attaquant les modes et les sottises comme si elles étaient des vices. Après avoir prouvé que la coutume de boire à la santé de quelqu'un est un péché, il affirme que le port de cheveux longs pour les hommes est « inconvenant et contraire à la loi pour les chrétiens », tandis que les couper courts pour les femmes est « contre nature, impudent et non chrétien ».

## Publication du Histriomastix
Vers 1624, Prynne commence un livre contre le théâtre. Le 31 mai 1630, il obtient l'autorisation de l'imprimer, et vers novembre 1632, il le publie. Intitulé The Histriomastix, c'est un ouvrage de plus de mille pages, montrant que les pièces de théâtre sont contraires à la loi, car elles encouragent l'immoralité, et qu'elles sont condamnées par les Écritures, les Pères de l'Église, les écrivains chrétiens modernes et les plus sages des philosophes païens. Malheureusement pour l'auteur, la reine et ses suivantes prennent part au spectacle de The Shepheard's Paradise, comédie pastorale de  Walter Montagu, en janvier 1633. Or un passage du livre, qui réfléchit sur le personnage de l'actrice en général, est interprété comme un dénigrement de la reine, Henriette Marie de France. De la même manière, des passages, qui attaquent les spectateurs de pièces et les magistrats qui négligent de supprimer ces spectacles, faisant des  références à Néron et à d'autres tyrans, sont considérés comme des attaques contre le roi, Charles Ier. L'attorney général, William Noy, engage des poursuites contre Prynne à la Chambre étoilée. Après un an d'emprisonnement à la Tour de Londres, du 1er février 1633 au 17 février 1634, Prynne est condamné à la prison à vie, à une amende de 5 000 livres, à être renvoyé de Lincoln's Inns, à être déchu de son titre universitaire, et à perdre ses deux oreilles au pilori,,.
Prynne est placé au pilori le 7 et le 10 mai. Le 11 juin, il adresse à William Laud, archevêque de Cantorbéry, qu'il considère comme son principal accusateur, une lettre l'accusant d'illégalité et d'injustice. Laud transmet ce courrier à l'attorney général en tant que matière à un autre procès, mais lorsqu'on demande à Prynne de reconnaître son écriture, il parvient à se saisir de la lettre et à la déchirer en morceaux,,.
Même enfermé dans la Tour de Londres, Prynne réussit toujours à écrire et répand des tracts anonymes contre l'épiscopat et contre le « Livre des Sports », déclaration de Jacques Ier publiée en 1617, listant tous les sports et les activités de détente autorisés le dimanche pendant le Sabbat. Dans un de ces tracts, A Divine Tragedy lately acted, or a Collection of sundry memorable Examples of God's Judgment upon Sabbath-breakers, il présente la récente mort de Noy comme un avertissement divin. En 1635, dans un appendice à un traité de John Bastwick, Flagellum Pontificis et dans un tract intitulé A Breviate of the Bishops' intolerable Usurpations, il attaque les prélats en général. Une attaque anonyme contre Matthew Wren, évêque de Norwich, le ramène devant la Chambre étoilée. Le 14 juin 1637, il est condamné une fois de plus à une amende de 5 000 livres, à un emprisonnement à vie et à la perte du reste de ses oreilles. Sur une suggestion du Juge en chef, John Finch, il est aussi condamné à avoir les joues marquées au fer rouge avec les lettres S. L., signifiant « calomniateur séditieux » (seditious libeller),,. 
Prynne est placé au pilori le 30 juin en compagnie d'Henry Burton et de John Bastwick. Tous les trois subissent leur châtiment avec un courage provoquant. Prynne, qui est traité avec barbarie par le bourreau, qui tranche largement ses moignons d'oreilles en entamant ses joues, et le marquant avec un fer chauffé à blanc, écrit dès son retour en prison un couple de vers latins expliquant que S. L. signifie « Stigmata Laudis » (signifiant à la fois « marques de louange » et « marques de Laud »),. Son emprisonnement devient par conséquent plus rigoureux. Il est privé de plumes et d'encre, ainsi que de livres, excepté la Bible, le Livre de la prière commune et de quelques traités orthodoxes de théologie. Pour l'isoler de ses amis, il est incarcéré tout d'abord au château de Caernarfon en juillet 1637, puis au château de Mont-Orgueil sur l'île de Jersey. Le gouverneur, Sir Philip Carteret, et sa famille traitent Prynne avec beaucoup de gentillesse. Il lui montrera sa reconnaissance en le défendant en 1645, quand Carteret sera accusé de malfaisance et de tyrannie.
Ne pouvant plus débattre de théologie, il s'occupe en écrivant une description en vers de sa prison, des méditations sur les rochers, la mer et les jardins, une complainte de l'âme contre le corps, et des épigrammes polémiques contre la papauté. Les rimes sont la seule caractéristique poétique que possèdent ces écrits,.

## Libération
Dès que le Long Parlement s'assemble en 1640, Prynne lui adresse une pétition pour réparation par l'intermédiaire de son valet, John Brown. Un ordre est immédiatement transmis à Londres, et le 28 novembre, Prynne et Burton font une entrée triomphale dans la Cité,. Le 20 avril 1641, la Chambre des communes déclare que les deux condamnations contre lui sont illégales, le rétablit dans son titre universitaire et son appartenance à Lincoln's Inn, et lui vote une réparation pécuniaire,. Un projet de loi pour inverser les procédures engagées contre lui est présenté, mais en octobre 1648, le règlement de sa compensation financière n'est toujours pas effectuée.
Quand la guerre civile éclate, Prynne devient un des principaux défenseurs de la cause parlementaire dans la presse. Il profite tout d'abord de sa liberté pour engager des attaques contre l'épiscopat,. Il montre alors que les évêques et les ministres du roi étaient de connivence pour introduire le papisme,,. Il établit en prenant des exemples dans l'histoire que la cause du Parlement est légale, que le Parlement a le contrôle suprême des armées et du grand sceau du royaume, et que le texte « Ne touchez point à mes Oints » (Psaume 105:15) n'empêche pas les sujets chrétiens de se défendre contre leurs rois, mais interdit par contre aux rois d'oppresser leurs sujets chrétiens,,,.
En 1643, Prynne se trouve mêlé à la controverse qui suit la reddition de Bristol par Nathaniel Fiennes. Avec son allié Clement Walker, il présente des articles d'accusation contre Fiennes à la Chambre des communes le 15 novembre 1643. Il dirige l'accusation devant la cour martiale, qui siège en décembre suivant, et obtient la condamnation de l'officier incriminé. Prynne fait également partie du conseil pour le Parlement lors du procès de Connor Maguire, 2e baron d'Enniskillen en février 1645.
Puis Prynne engage des poursuites contre Laud avec bien plus d'animosité que dans le cas de Fiennes. Il rassemble et classe les preuves contre lui, apporte lui-même des témoignages, recherche des témoins à charge, et assiste de multiples façons le conseil pour l'accusation. Un avocat remarque : « L'archevêque est un étranger pour moi, mais les falsifications de M. Prynne sont si évidentes et si immondes que je ne peux que m'apitoyer sur le sort de celui-ci et crier ma honte ». Par un raffinement de malice, Prynne est spécialement chargé de perquisitionner la chambre de Laud à la Tour de Londres, recherchant jusque dans ses poches des papiers qui pourraient être utilisés contre lui. Il publie une édition partielle du journal de Laud, l'intitulant Un abrégé de la vie de William Laud, et un volume destiné à servir d'introduction à son procès intitulé  Hidden Works of Darkness brought to Public Light (« Sombres travaux cachés exposés à la lumière publique »).
Après l'exécution de Laud, Prynne est chargé le 4 mars 1645 par la Chambre des communes de faire le compte rendu du procès, et il publie Canterburies Doom, or the first part of a complete History of the Commitment, Trial, &c., of William Laud. Mais d'autres controverses l'empêchent de finir le livre.

## Restauration
En 1660, la Chambre le charge de la tâche plaisante d'effacer les votes contre les membres exclus, et de présenter un projet de loi pour la dissolution du Long Parlement. Lors du débat sur ce projet, Prynne défend avec la plus grande audace le droit de Charles II, et prétend que les ordonnances doivent être publiées en son nom. « Je pense qu'on devrait l'appeler le nouveau Caton » écrit un royaliste enthousiaste,. Il aide aussi au retour de la Restauration en accélérant l'adoption du « Militia Bill », qui place le contrôle des forces armées dans les mains des amis du roi. Une lettre qu'il adresse au roi Charles II montre qu'il a été personnellement remercié par celui-ci pour ses services.
Quand le Parlement de la convention est convoqué, Prynne est reconduit par les circonscriptions de  Ludgershall et de Bath, et il choisit cette dernière. Le 16 juin 1660, il présente au roi une adresse de sa circonscription (Bathonia Rediviva). Aucun membre de la Chambre n'est plus acharné que lui contre les régicides, qui avaient voté la mort de Charles Ier, et les partisans de l'ancien gouvernement. À chaque occasion, il s'efforce de restreindre le domaine d'application de l'Act of Indemnity. Il parvient ainsi à en exclure Charles Fleetwood, et accélère celle de Richard Cromwell et du juge Francis Thorpe. Il propose d'obliger les fonctionnaires du Protectorate de rembourser leurs salaires et de déchoir ou punir de larges catégories de personnes,.
Prynne montre aussi un grand zèle à dissoudre les armées, et il est l'un des commissionnaires chargés de les licencier. Lors des débats sur la religion, il est un des leaders presbytériens à s'opposer aux Trente-neuf articles, à repousser les demandes des évêques, à accélérer la validation de l'ordination presbytérienne, et à soutenir le projet de loi visant à faire de la déclaration ecclésiastique du roi un article de loi. Réélu au Parlement pour la circonscription de Bath en mai 1661, Prynne affirme son presbytérianisme en refusant de s'agenouiller quand les deux chambres reçoivent ensemble le sacrement. Quelques semaines auparavant, il avait publié un pamphlet demandant la révision du Livre de la prière commune, mais le nouveau parlement est opposé à toute concession envers les non-conformistes. Le 15 juillet, un pamphlet de Prynne contre le « Corporation Bill » est voté « scandaleux et séditieux », et Prynne est réprimandé par le président, et il n'échappe à la punition qu'en se soumettant servilement. Il est de nouveau censuré le 13 mai 1664 pour avoir fait des modifications à un projet de loi concernant les négociants en vins et de bière après son adoption.
Sur les sujets de constitutionnalité et les points de procédure, son opinion a un grand poids, et en 1667, il est consulté secrètement par le roi sur la question de savoir si un parlement qui a été prorogé peut être convoqué après le jour fixé,.
Pendant ses dernières années, Prynne est un politicien de maigre importance, mais en tant qu'écrivain, c'est alors qu'il produit ses ouvrages de valeur. Peu de temps après la Restauration, il est nommé conservateur des archives à la Tour de Londres à un salaire de 500 livres par an. En janvier 1662, il dédicace son Brevia Parliamentaria Rediviva à Charles II.
Prynne meurt célibataire le 24 octobre 1669 dans son logement de Lincoln's Inns, et est enterré dans l'allée sous la chapelle. Son testament est imprimé par Bruce. Il lègue ses manuscrits à la bibliothèque de Lincoln's Inns et un exemplaire de ses œuvres à l'Oriel College de l'Université d'Oxford. Ce collège possède aussi un portrait à l'huile de lui. Deux autres portraits appartiennent au marquis d'Hasting et au marquis Townshend. Une gravure du portrait de Prynne se trouve dans les reproductions de son pamphlet New Discovery of the Prelates' Tyranny, et on la retrouve fréquemment dans ses pamphlets suivants. La liste de ses portraits gravés est donnée par Granger, et se trouve dans le catalogue des portraits de la bibliothèque Bodleian de Clarendon.

## Œuvres
Prynne a publié environ deux cents livres et pamphlets. Selon Aubrey, sa manière de travailler était la suivante : il portait un bonnet en duvet qui lui descendait sur les yeux, les protégeant de la lumière. Toutes les trois heures environ, son domestique lui apportait un petit pain et un pot de bière pour se reposer l'esprit. Il fonctionnait ainsi jusqu'à la nuit, où il faisait alors un bon dîner.
Du point de vue du style, les ouvrages historiques de Prynne n'ont aucun mérite. Il s'excuse auprès de ses lecteurs dans l'épître de son Exact Chronological Vindication de l'absence de langage élégant, soutenu et éloquent, ainsi que de fioritures et de transitions, et il minimise encore ses défauts. Le classement de ses ouvrages est aussi négligé. Néanmoins, en dépit de ces carences, la quantité de matériel historique qu'ils contiennent et le nombre de comptes rendus imprimés pour la première fois donnent à ses pages une valeur durable.

## Source principale
- Biographie de Prynne